# 파이팅 템테이션스
파이팅 템테이션스(The Fighting Temptations)는 미국에서 제작된 조나단 린 감독의 2003년 코미디 영화이다. 비욘세 등이 주연으로 출연하였고 데이빗 게일 등이 제작에 참여하였다.

## 출연

### 주연
- 비욘세
- 쿠바 구딩 쥬니어
- 니젤 워싱턴
- 클론 베일리

### 조연
- 데미트레스 롱
- 앤 네스비
- 페이스 에반스
- 멜바 무어
- 라타냐 워싱턴
- 릭키 딜러드
- 마이크 엡스
- 스티브 하비
- 제임스 E. 게인스
- 루 맥클라나한
- 앤지 스톤
- 릴 제인

## 제작진
- 미술: 빅토리아 폴
- 의상: 트레이시 화이트
- 배역: 로비 리드-흄즈